# Daniel Oliveira (apresentador)
Daniel Carlos Ferreira de Oliveira (Lisboa, Alcântara, 30 de Janeiro de 1981 é um apresentador de televisão e escritor português, conhecido por apresentar o programa de entrevistas “Alta Definição”. Actualmente, desempenha funções como Director de Programas da SIC..

## Biografia
Daniel Carlos Ferreira de Oliveira nasceu em Lisboa a 30 de Janeiro de 1981.
Em 1995, com 14 anos, foi campeão nacional de xadrez categoria de rápidas. Um ano antes, com 13 de idade criou um jornal chamado Penalty, que viria a despertar a atenção de responsáveis da SIC, que o chamaram, quando tinha 16 anos, para colaborar no programa Os Donos da Bola. Foi assistente de produção, produtor, produtor editorial e jornalista de 1997 a 1998, tendo depois integrado a redação da revista TV 7 Dias, onde desenvolveu o gosto pela realização de entrevistas.
Em 2000 é convidado para integrar a equipa fundadora da SIC Notícias, onde cumpre todo o estágio de formação e exerce desde a abertura do canal, em 2001, funções de produtor editorial e coordenador na área de social e desporto, cujas primeiras peças são de sua assinatura.
Em 2002 transita para a SIC generalista, onde é repórter e redator principal do magazine Catarina.com., programa apresentado por Catarina Furtado.
Em 2003 é contratado pela RTP, onde foi responsável pela autoria, coordenação e apresentação de programas como Só Visto!, ao lado de Tânia Ribas de Oliveira. Vive o 2004, Exclusivo Mundial, Há Volta, Ângulo Inverso, Todos por um, No coração de Portugal, Só Visto e amigos, Top+, entre outros. Ainda em 2003, cria o site de entretenimento danieloliveira.com, a primeira revista electrónica do género em Portugal.
Em 2008 regressa à SIC como coordenador executivo de conteúdos de entretenimento, onde criou os programas Episódio Especial, Fama Show, Os Incríveis, O Regresso dos Incríveis, Alta Definição, Gosto Disto!, Geração Scolari, Tá a Gravar, entre outros e exerceu a coordenação de emissões especiais, tendo sido também o responsável da SIC para área dos conteúdos no acompanhamento de produções externas como TGV, Salve-se Quem Puder ou Ídolos. Co-apresentou as galas dos 17.º, 18.º e 19.º aniversários da SIC e é o autor do slogan "Estamos Juntos", que a estação adotou em 2008.
De 2011 a 2016 exerceu funções de subdiretor de gestão e desenvolvimento de conteúdos de entretenimento da SIC. Foi Subdiretor de Novos Formatos da SIC e diretor da SIC Caras. Atualmente é Diretor-Geral de Entretenimento e Diretor de programas da SIC.
Fez a cobertura do UEFA Euro 2004, UEFA Euro 2008 e UEFA Euro 2012 e do Copa do Mundo FIFA de 2006 e Copa do Mundo FIFA de 2010
Em Maio de 2013 foi considerado pelo semanário Expresso um dos 100 portugueses mais influentes.
Atualmente apresenta o programa de entrevistas Alta Definição, da SIC

## Televisão

### SIC
| Ano             | Programa                 | Notas                                              |
| --------------- | ------------------------ | -------------------------------------------------- |
| 1997 - 1998     | Os Donos da Bola         | produtor editorial                                 |
| 1998            | Diário do Mundial        | produtor editorial                                 |
| 2000            | Diário Olímpico          | produtor editorial                                 |
| 2001            | Caras Notícias           | Repórter                                           |
| 2002            | Catarina.com             | Repórter                                           |
| 2008            | Geração Scolari          | Apresentador                                       |
| 2008            | Os Incríveis             | Apresentador                                       |
| 2008            | Clube Portugal           | Apresentador                                       |
| 2008 - 2009     | Tá a Gravar              | autoria/coordenação                                |
| 2008 - 2013     | Fama Show                | autoria/coordenação                                |
| 2008 - 2013     | Episódio Especial        | autoria/coordenação                                |
| 2009 - presente | Alta Definição           | autor, produtor e entrevistador                    |
| 2010            | O Regresso dos Incríveis | Apresentador                                       |
| 2010            | África Nossa             | Apresentador                                       |
| 2011 - 2014     | Gosto Disto!             | autoria/coordenação                                |
| 2015            | Grande Tarde             | Apresentador substituto, na ausência de João Baião |
| 2020            | Olha por Mim             | Narrador                                           |

### RTP
- 2003 - Todos por um
- 2003 - Domingo é Domingo!
- 2003 - Operação Triunfo Diários
- 2003-2007 - Há Volta
- 2004 - Vive o 2004
- 2004-2008 - Só Visto![1]
- 2006 - Exclusivo Mundial
- 2006 - Ângulo Inverso
- 2006 - Festival RTP da Canção 2006
- 2007 - Só Visto e Amigos
- 2007 - Top+ (coordenação)
- 2007 - No Coração da Seleção

## Prémios e nomeações
- 2007 - Prémio "Televisão", do CNID
- 2008 - Prémio FICTS Melhor Documentário exibido no programa "Os Incríveis", com Cristiano Ronaldo, em Itália.[21]
- 2008 -  Prémio Mérito FICTS Documentário Os Incríveis, com Geração Scolari, em Itália
- 2008 -  Prémio Mérito FICTS Documentário Os Incríveis, com Simão Sabrosa, em Itália
- 2008 -  Prémio Mérito FICTS Documentário Os Incríveis, com Nani", em Itália
- 2008 -  Prémio Mérito FICTS Documentário Os Incríveis, com Quaresma, em Itália
- 2009 -  Prémio Melhor programa Os Incríveis, com Cristiano Ronaldo, 12º Festival Internacional de Liberec, na República Checa
- 2009 -  Prémio Mérito Os Incríveis, com Cristiano Ronaldo no Festival Internacional de Filmes de Desporto de Moscovo, Rússia
- 2009 -  Prémio melhor programa Os Incríveis, com Cristiano Ronaldo, 4º Festival Internacional de Desporto Televisão e Cinema da zona asiática, no Uzbequistão
- 2010 - Prémio programa mais votado do mundo "Web Award" com O Regresso dos Incríveis com Cristiano Ronaldo, Itália
- 2010 - Prémio TV 7 Dias Melhor programa social Alta Definição
- 2011 - Nomeação Melhor programa entretenimento O Regresso dos Incríveis com Cristiano Ronaldo, da Sociedade Portuguesa de Autores
- 2011 - Prémio TV 7 Dias Melhor programa social Alta Definição
- 2011 - Prémio Melhor Documentário "O Regresso dos Incríveis", com Cristiano Ronaldo no FICTS, de Kampala, Uganda
- 2012 - Prémio TV 7 Dias "Melhor apresentador de Entretenimento 2011"[22]
- 2012 - Prémio TV 7 Dias "Melhor programa social" Fama Show
- 2013 - Prémio TV 7 Dias "Melhor programa social" Fama Show
- 2013 - Prémio TV 7 Dias "Melhor talk-show" Alta Definição
- 2016 - Estrela Personalizada no Muro da Fama - Nirvana Studios[23][24]

## Imprensa
- 1999-2000 - Jornalista TV 7 Dias
- 2000 - Jornalista portal Netc
- 2000 - Jornalista portal Desporto Digital
- 2002 - Cronista TV 7 Dias
- 2003 - Cronista TV Guia
- 2003-2006 - Diretor site danieloliveira.com
- 2008/2010/2012 - Cronista TV Mais
- 2011-2012 - Cronista Notícias TV / Diário de Notícias

## Livros
- 2001 - Uma dose de droga, um grama de esperança? (Texto editores)
- 2001 - Anjos - O Palco da Vida (Texto editores)
- 2003 - Todos lá dentro (Prime Books)
- 2011 - Alta Definição - O que dizem os teus olhos (Guerra & Paz)
- 2012 - Alta Definição - A Verdade do Olhar (Guerra & Paz)
- 2013 - A Persistência da Memória (Oficina do Livro)
- 2014 - O Livro das Perguntas do Alta Definição (Oficina do Livro)
- 2014 - A Fórmula da Saudade (Oficina do Livro)
- 2015 - Alta Definição - Um Novo Olhar (A Esfera dos Livros)
- 2016 - A Persistência da Memória (BIS)

## Vida pessoal
Em 2010 começou a namorar com a apresentadora Andreia Rodrigues com a qual casou em 24 de Junho de 2017. O casal tem duas filhas em comum, Alice (nascida a 30 de maio de 2018) e Inês (nascida no dia 15 de março de 2021).

## Prémios
Troféus de Televisão TV 7 Dias/Impala
| Ano  | Prémio                               | Resultado |
| ---- | ------------------------------------ | --------- |
| 2012 | Entretenimento - Melhor Apresentador | Indicado  |
| 2015 | Entretenimento - Melhor Apresentador | Indicado  |
| 2018 | Entretenimento - Melhor Apresentador | Indicado  |
| 2019 | Entretenimento - Melhor Apresentador | Indicado  |
| 2021 | Entretenimento - Melhor Apresentador | Indicado  |